# スーパーポローニア
スーパーポローニアとは桐に似た中国原産とされる樹木。ただし、実在は証明されていない。地球温暖化問題の切り札として植林しようと主張する者もいるが、悪徳商法だと疑う声もある。

## 肯定派の主張する利点
- 生育が早く、他の樹木より二酸化炭素を吸収しやすい。
- 土壌汚染や煙害に対する耐性が強い。
- 火がつきにくく加工が容易なので伐採後利用しやすい。
- 京都議定書の排出権取引に利用でき、ビジネスとしても有望である。
- 人工的な品種改良ではないので既存の生態系を破壊しない。

## 批判
- 科学的裏付けに乏しく、一部で宣伝されている情報は疑わしい。
- 既存の桐との違いが不明。
- それぞれの種（また品種）には適した生育環境があり、どのような環境でも良好に生育するとは考えられない。
- 桐は柔らかく建材にすることが難しく、また家具の材料にするにしても大きな需要は見込めない。
- スーパーポローニアを海外で植林する動きがあるようだが、桐はもともと南米やオーストラリア等で木材生産のために植林が試みられ、ほとんど成功していない[2]。
- 取り上げている紙媒体は後述の参考文献以外になく、科学雑誌や林業雑誌では全く紹介されておらず、実在しているか疑わしい。